# Ivan Mihajlovics Gecko
Ivan Mihajlovics Gecko, ukránul: Іван Михайлович Гецко, oroszul: Иван Михайлович Гецко (Dnyepropetrovszk, 1968. április 6. –) kárpátaljai származású szovjet, majd ukrán labdarúgó. Szovjet sportmester (1990). Többszörös szovjet és ukrán válogatott labdarúgócsatár.

## Sikerei, díjai
Nemzetközi kupák
- Kupagyőztesek Európa-kupája
  - nyolcaddöntős: 1990

 Ukrajna
- Ukrán labdarúgó-bajnokság
- bronzérmes: 1998
- 5. hely (2): 1992, 2002
- Ukrán labdarúgókupa
  - kupagyőztes: 1992
  - kupadöntős: 1999
  - negyeddöntős: 2002

 Szovjetunió
- Szovjet labdarúgó-bajnokság (másodosztály). Nyugati zóna
  - bajnok: 1991
- Szovjet labdarúgó-bajnokság (első osztály)
  - 4. hely: 1991
  - 6. hely: 1989
- Szovjet kupa
  - nyolcaddöntős (3): 1988, 1990, 1991
- ’’Szovjet sportmesteri cím’’: 1990

 Izrael
- Izraeli labdarúgó-bajnokság (első osztály)
  - bajnok: 1994
- Izraeli labdarúgókupa
  - kupagyőztes: 1993

 Oroszország
- Orosz labdarúgó-bajnokság (első osztály)
  - 8. hely: 1996
  - 10. hely: 1997

## Statisztika

### Mérkőzései az ukrán válogatottban
| #  | Dátum               | Helyszín   | Ellenfél         | Eredmény | Kiírás       | Esemény |
| -- | ------------------- | ---------- | ---------------- | -------- | ------------ | ------- |
| 1. | 1992. április 29.   | Ungvár     | Magyarország     | 1 – 3    | barátságos   | 92'     |
| 2. | 1992. június 27.    | Piscataway | Egyesült Államok | 0 – 0    | barátságos   |         |
| 3. | 1997. augusztus 20. | Kijev      | Albánia          | 1 – 0    | vb-selejtező |         |
| 4. | 1997. október 29.   | Zagreb     | Horvátország     | 0 – 2    | vb-selejtező |         |

### Mérkőzései a szovjet válogatottban
| #  | Dátum                | Helyszín      | Ellenfél           | Eredmény | Kiírás        | Esemény |
| -- | -------------------- | ------------- | ------------------ | -------- | ------------- | ------- |
| 1. | 1990. szeptember 12. | Moszkva       | Norvégia           | 2 – 0    | Eb- selejtező |         |
| 2. | 1990. november 3.    | Róma          | Olaszország        | 0 – 0    | vb-selejtező  |         |
| 3. | 1990. november 21.   | Port of Spain | Egyesült Államok   | 0 – 0    | barátságos    |         |
| 4. | 1990. november 23.   | Port of Spain | Trinidad és Tobago | 2 – 0    | barátságos    |         |
| 5. | 1990. november 30.   | Guatemala     | Guatemala          | 3 – 0    | barátságos    |         |

## Ajánlott irodalom
- Fedák László. Kárpátalja a sporteredmények tükrében (43. és 138. oldal). Ungvár: Karpati (1994) (ukránul)
- Krajnyanica Péter. A kárpátaljai labdarúgás története (93. és 173. oldal). Ungvár: Karpati (2004) (ukránul)
- Philipcsuk Pavlo. A «Karpati» csapat története A-tól Z-ig (1963—2005) (154. oldal). Lemberg: Galíciai kiadóegyesület (2006) (ukránul)
- Hohljuk Viktor. Ukrajna gólkirályai (58. oldal). Rovenyki: Rovenyki város könyvkiadója (2011) (oroszul)
- Mihalina László. Otthon minden kő megsegít... (105. oldal). Vác: Kucsák Könyvkötészet és Nyomda (2011)

## Fordítás
- Ez a szócikk részben vagy egészben  a(z)   Гецко Іван Михайлович című ukrán Wikipédia-szócikk fordításán alapul.  Az eredeti cikk szerkesztőit annak laptörténete sorolja fel. Ez a jelzés csupán a megfogalmazás eredetét és a szerzői jogokat jelzi, nem szolgál a cikkben szereplő információk forrásmegjelöléseként.